# Gregor VIII. (Gegenpapst)

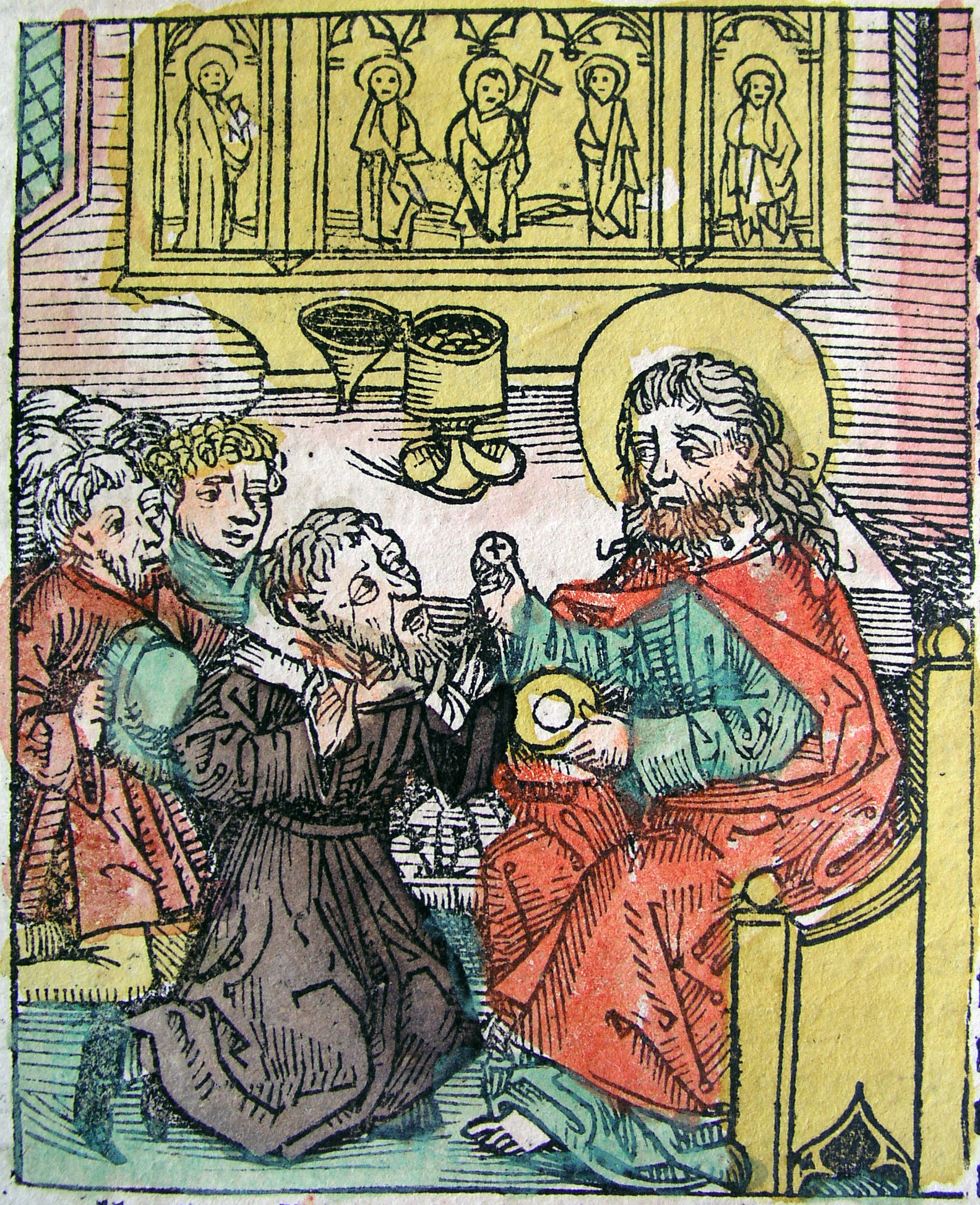
Gregor VIII., Darstellung in der Schedelschen Weltchronik

Maurice Bourdin (auch Mauritius Burdinus) († 1137 in La Cava/Unteritalien) war von 1118 bis 1121 als Gregor VIII. Gegenpapst zu den Päpsten Gelasius II. und Calixt II. Er ist von dem gleichnamigen Gregor VIII. (Albertus de Morra) zu unterscheiden, der kurzzeitig vom 25. Oktober 1187 bis zum 17. Dezember 1187 als regulärer Papst amtierte. Der Name Gregor bedeutet der Wachsame (griechisch/lateinisch). Seine Gegner verspotteten ihn als Burdinus, das „Eselchen“.

## Leben
Maurice, dessen Geburtsjahr nicht bekannt ist, war unter der latinisierten Form seines Namens Mauritius Mönch im Cluniazenser-Orden. Im Jahr 1099 wurde er Bischof von Coimbra in Portugal, 1109 sodann Erzbischof von Braga. Er verlor einen Machtkampf gegen Bernardo von Cluny, den mächtigen Erzbischof von Toledo, und reiste daraufhin nach Rom, um seine Rechte zu wahren. Dort geriet er mit Papst Paschalis II. in Streit, weswegen er sich der kaiserlichen Partei anschloss, obwohl Kaiser Heinrich V. damals gebannt war. 
Nach dem Tode Paschalis II. wurde Gelasius II. ohne vorherige Benachrichtigung des Kaisers gewählt. Heinrich V., der dies nicht hinnehmen wollte, eilte nach Rom und zwang Gelasius II. zur Flucht. Eine Verständigung zwischen dem Kaiser und Gelasius II. insbesondere in dem damals auf seinem Höhepunkt befindlichen Investiturstreit scheiterte. Daraufhin ließ Heinrich V. am 8. März 1118 Maurice zum Papst wählen, der den Namen Gregor VIII. annahm. Gelasius II. starb im Folgejahr am 29. Januar 1119 in der französischen Abtei Cluny. Die kuriale Partei wählte Calixt II. zu seinem Nachfolger, der den Bannfluch gegen den Kaiser und den Gegenpapst erneuerte und 1120 in Rom einziehen konnte. Gregor VIII. floh, wurde jedoch im April 1121 in Sutri gefangengesetzt und am 22. April an Calixt II. ausgeliefert. Der ließ Gregor in einer Schandprozession, rückwärts auf einem Kamel sitzend und nur mit einem Fell bekleidet, durch Rom führen, um ihn zu demütigen.
Den Rest seines Lebens verbrachte Maurice Bourdin in wechselnder Kerkerhaft, unter anderem im Septasolium. Er starb 1137 als Gefangener.